# Дарко Велковський
Дарко Велковський (мак. Darko Velkoski, нар. 21 червня 1995) — македонський футболіст, центральний захисник хорватської «Рієки» і національної збірної Македонії.

## Клубна кар'єра
Вихованець молодіжної школи клубу «Работнічкі». 21 липня 2011 року у віці 16 років та 1 місяця дебютував у головній команді клубу у переможному (3:0) домашньому поєдинку Ліги Європи проти «Жувенеса/Догана» з Сан-Марино, Дарко вийшов на поле в стартовому складі та відіграв увесь поєдинок. 10 днів по тому, Велковскі дебютував у Першій лізі у переможному (2:1) домашньому матчі проти «Брегальниці». Загалом у «Работнічках» провів п'ять сезонів, взявши участь у 80 матчах чемпіонату.
18 червня 2015 року Дарко підписав 3-річний контракт з «Вардаром». Цей перехід обійшовся столичному клубі в суму 100 000 євро, рекордну для македонського футболу. Утім сподівань тренерського штабу нової команди не виправдав і, провівши за три роки 53 матчі у першості країни, по завершенні дії контракту її залишив.
У липні 2018 року на правах вільного агента приєднався до хорватської «Рієки».

## Виступи за збірні
2011 року дебютував у складі юнацької збірної Македонії, взяв участь у 3 іграх на юнацькому рівні, відзначившись одним забитим голом.
18 червня 2014 року дебютував у складі національної збірної Македонії у програному (0:2) товариському матчі проти Китаю. Наразі провів у формі головної команди країни 21 матч.

## Досягнення
- Македонська футбольна Перша ліга
  -  Чемпіон (3): 2013/14, 2015/16, 2016/17
- Кубок Македонії
  -  Володар (2): 2013/14, 2014/15
- Кубок Хорватії
  -  Володар (2): 2018/19, 2019/20

## Особисте життя
Має брата, Крсте Велковського, який також є професіональним футболістом.